# Myrmecophantes zosima
Myrmecophantes zosima är en fjärilsart som beskrevs av Thierry-mieg 1916. Myrmecophantes zosima ingår i släktet Myrmecophantes och familjen mätare. Inga underarter finns listade i Catalogue of Life.